# 5311-es mellékút (Magyarország)
Az 5311-es mellékút egy csaknem 20 kilométeres hosszúságú, négy számjegyű mellékút Bács-Kiskun vármegye területén; Kalocsa keleti vonzáskörzetének néhány kisebb települését köti össze egymással és az 51-es főúttal.

## Nyomvonala
Szakmár lakott területének déli széle közelében ágazik ki az 5308-as útból, annak a 14+250-es kilométerszelvénye táján, dél-délkeleti irányban. 1,9 kilométer után átlépi Homokmégy határát, ott keresztezi, a 2+350-es kilométerszelvényénél a Kiskőrös–Kalocsa-vasútvonal vágányait. 3,7 kilométer után éri el Halom településrészt, a következő nagyjából egy kilométernyi szakaszán annak házai közt halad el, majd a belterület déli széle közelében keresztezi az 5301-es utat, nem messze annak a 67. kilométerétől. Az ötödik kilométerét elhagyva néhány száz méternyi szakasza Kiskecskemégy településrész főutcájaként húzódik, a 6+450-es kilométerszelvényénél pedig kiágazik belőle az 5313-as út, ez vezet Homokmégy központjába, majd onnan tovább Császártöltésre.
8,2 kilométer után lépi át a következő település, Drágszél határát, a község lakott területét kevéssel a 9. kilométere után éri el; a község északi felében az Alkotmány utca, a központjától délre a Kossuth Lajos utca nevet viseli. 10,5 kilométer után hagyja maga mögött a belterület déli szélét, a 11. kilométerétől pedig már Miske határai közt húzódik. E községet 11,7 kilométer után éri el, a Fő utca nevet veszi fel, és így keresztezi a központban az 5312-es utat, annak 8+200-as kilométerszelvénye táján. A település házai között már inkább dél-délnyugati irányt követ, 13,1 kilométer után pedig nyugatnak fordul és így lép ki a belterületről. A 17. kilométerétől Bátya lakatlan külterületei közt halad, ott is ér véget, e községtől jó 3 kilométerre délre, beletorkollva az 51-es főútba, annak a 127+300-as kilométerszelvénye közelében.
Teljes hossza, az országos közutak térképes nyilvántartását szolgáló kira.gov.hu adatbázisa szerint 18,825 kilométer.

## Települések az út mentén
- Szakmár
- Homokmégy
- Drágszél
- Miske
- (Bátya)